# Габор Хатош
Габор Хатош (угор. Hatos Gábor; нар. 3 жовтня 1983, Егер) — угорський борець вільного стилю, бронзовий призер чемпіонату світу, чотириразовий призер чемпіонатів Європи, бронзовий медаліст Олімпійських ігор.

## Біографія
Боротьбою почав займатися з 1995 року. Був бронзовим призером чемпіонату світу 2003 року серед юніорів.
Виступав за борцівський клуб «Хааладаеш», Егер.

## Спортивні результати на міжнародних змаганнях

### Виступи на Олімпіадах
| Змагання                    | Збірна   | Вагова категорія          | Місце  |
| --------------------------- | -------- | ------------------------- | ------ |
| Літні Олімпійські ігри 2004 | Угорщина | вільна боротьба, до 66 кг | 15     |
| Літні Олімпійські ігри 2012 | Угорщина | вільна боротьба, до 74 кг | Бронза |

На літніх Олімпійських іграх 2012 року в Лондоні спочатку виграв бронзову медаль Сослан Тігієв з Узбекистану, але він був дискваліфікований через позитивний результат тесту на метилгексанамін. Його медаль перейшла до Габора Хатоша, який поступився узбецькому борцю у поєдинку за бронзу.

### Виступи на Чемпіонатах світу
| Змагання                        | Збірна   | Вагова категорія          | Місце  |
| ------------------------------- | -------- | ------------------------- | ------ |
| Чемпіонат світу з боротьби 2005 | Угорщина | вільна боротьба, до 66 кг | 23     |
| Чемпіонат світу з боротьби 2006 | Угорщина | вільна боротьба, до 74 кг | 11     |
| Чемпіонат світу з боротьби 2007 | Угорщина | вільна боротьба, до 74 кг | 7      |
| Чемпіонат світу з боротьби 2009 | Угорщина | вільна боротьба, до 74 кг | 25     |
| Чемпіонат світу з боротьби 2010 | Угорщина | вільна боротьба, до 74 кг | Бронза |
| Чемпіонат світу з боротьби 2011 | Угорщина | вільна боротьба, до 74 кг | 32     |
| Чемпіонат світу з боротьби 2013 | Угорщина | вільна боротьба, до 74 кг | 12     |
| Чемпіонат світу з боротьби 2014 | Угорщина | вільна боротьба, до 74 кг | 25     |

### Виступи на Чемпіонатах Європи
| Змагання                         | Збірна   | Вагова категорія          | Місце  |
| -------------------------------- | -------- | ------------------------- | ------ |
| Чемпіонат Європи з боротьби 2001 | Угорщина | вільна боротьба, до 69 кг | 14     |
| Чемпіонат Європи з боротьби 2004 | Угорщина | вільна боротьба, до 74 кг | 12     |
| Чемпіонат Європи з боротьби 2005 | Угорщина | вільна боротьба, до 74 кг | 12     |
| Чемпіонат Європи з боротьби 2006 | Угорщина | вільна боротьба, до 74 кг | Бронза |
| Чемпіонат Європи з боротьби 2007 | Угорщина | вільна боротьба, до 74 кг | 14     |
| Чемпіонат Європи з боротьби 2008 | Угорщина | вільна боротьба, до 74 кг | 17     |
| Чемпіонат Європи з боротьби 2009 | Угорщина | вільна боротьба, до 74 кг | 7      |
| Чемпіонат Європи з боротьби 2010 | Угорщина | вільна боротьба, до 74 кг | 9      |
| Чемпіонат Європи з боротьби 2011 | Угорщина | вільна боротьба, до 74 кг | Бронза |
| Чемпіонат Європи з боротьби 2012 | Угорщина | вільна боротьба, до 74 кг | Бронза |
| Чемпіонат Європи з боротьби 2013 | Угорщина | вільна боротьба, до 74 кг | Срібло |

### Виступи на Кубках світу
| Змагання                    | Збірна   | Вагова категорія          | Місце |
| --------------------------- | -------- | ------------------------- | ----- |
| Кубок світу з боротьби 2011 | Угорщина | вільна боротьба, до 74 кг | 9     |

### Виступи на інших змаганнях
| Змагання                                                      | Збірна   | Вагова категорія          | Місце  |
| ------------------------------------------------------------- | -------- | ------------------------- | ------ |
| Гран-прі Німеччини з боротьби 2005                            | Угорщина | вільна боротьба, до 66 кг | Бронза |
| Гран-прі Німеччини з боротьби 2006                            | Угорщина | вільна боротьба, до 74 кг | Золото |
| Гран-прі Німеччини з боротьби 2007                            | Угорщина | вільна боротьба, до 74 кг | 12     |
| Гран-прі Німеччини з боротьби 2010                            | Угорщина | вільна боротьба, до 74 кг | 5      |
| Гран-прі Іспанії з боротьби 2011                              | Угорщина | вільна боротьба, до 84 кг | Золото |
| Меморіал Вацлава Циолковського 2011                           | Угорщина | вільна боротьба, до 74 кг | 13     |
| Олімпійський кваліфікаційний турнір з боротьби 2012 (Софія)   | Угорщина | вільна боротьба, до 74 кг | Бронза |
| Олімпійський кваліфікаційний турнір з боротьби 2012 (Тайюань) | Угорщина | вільна боротьба, до 74 кг | Срібло |
| Гран-прі Іспанії з боротьби 2012                              | Угорщина | вільна боротьба, до 74 кг | Бронза |
| Золотий Гран-прі з боротьби 2012 (Баку)                       | Угорщина | вільна боротьба, до 74 кг | 9      |
| Турнір Алі Алієва 2013                                        | Угорщина | вільна боротьба, до 84 кг | 8      |
| Кубок Тахті 2014                                              | Угорщина | вільна боротьба, до 86 кг | 17     |
| Турнір Алі Алієва 2014                                        | Угорщина | вільна боротьба, до 86 кг | 27     |
| Гран-прі Іспанії з боротьби 2014                              | Угорщина | вільна боротьба, до 74 кг | Золото |
| Гран-прі Парижа з боротьби 2015                               | Угорщина | вільна боротьба, до 86 кг | Бронза |